# Zitadelle von Gaziantep
Die Zitadelle von Gaziantep (türkisch Gaziantep Kalesi) ist eine Burg auf einem Hügel der türkischen Stadt Gaziantep in Südostanatolien.

## Geschichte
Die Burg geht auf einen Beobachtungsposten zurück, der im 2. Jahrtausend v. Chr. zur Zeit des Hethiterreiches errichtet wurde. Im 2. und 3. Jahrhundert n. Chr. entstand unter den Römern eine Burg, die in der Regierungszeit von Justinian I. (527–565) deutlich ausgebaut wurde. Im Jahr 661 wurde die Burg von den Umayyaden erobert und war anschließend drei Jahrhunderte lang in muslimischem Besitz, bis sie 962 durch das Byzantinische Reich zurückerobert wurde. Zahlreiche weitere Eroberungen der Burg folgten, 1067 durch die Seldschuken, 1098 durch christliche Kreuzfahrer und 1183 durch die Ayyubiden, bis die Burg 1516 an das Osmanische Reich fiel. Unter Süleyman I. wurde die Anlage 1557 zu großen Teilen neu gebaut. Durch die lang anhaltende politische Stabilität des Osmanischen Reiches verlor die Anlage in den folgenden Jahrhunderten an militärischer Bedeutung.
Die heutige Burg stammt vor allem aus der Zeit nach der muslimischen Rückeroberung durch Sultan Saladin. Ursprünglich besaß die Zitadelle auch eine Moschee und ein Hamam, heute sind jeweils nur noch Ruinen davon erhalten. Heute ist die zuletzt im Jahr 2000 restaurierte Burg Sitz des 2009 eröffneten Gaziantep Savunması ve Kahramanlık Panorama Müzesi (dt. Panoramamuseum der Verteidigung des Heldentums von Gaziantep), das an die Verteidigung der Stadt gegen französische Truppen im Türkischen Befreiungskrieg 1920 erinnert.
Am 6. Februar 2023 wurde die Zitadelle bei einem Erdbeben stark beschädigt, Teile im Osten und Süden der Anlage stürzten ein.

## Galerie
- Dokumentation der Zerstörungen durch das Erdbeben im Februar 2023